# جياكومو نيزولو
جياكومو نيزولو (بالإيطالية: Giacomo Nizzolo)‏ (و. 1989  م) هو دراج على المضمار، ودراج إيطالي، ولد في ميلانو، شارك في طواف إيطاليا 2014، وطواف فرنسا 2019، وأوروآيز الكلاسيكي 2019، مركز لعبه هو عداء دراجات ‏.

## سباقات أو مراحل فاز بها
| التاريخ        | السباق                                                  | المركز                   |
| -------------- | ------------------------------------------------------- | ------------------------ |
| 25 أبريل 2011  | روند أم كولن 2011                                       |                          |
| 22 مايو 2011   | ProRace Berlin 2011                                     | الثاني في التصنيف العام  |
| 28 أغسطس 2011  | جي بي واست-فرنسا 2011                                   | الخامس في التصنيف العام  |
| 10 فبراير 2012 | طواف قطر 2012                                           | العاشر في تصنيف أفضل شاب |
| 25 يوليو 2012  | طواف الوني 2012                                         | الفائز في التصنيف العام  |
| 12 أغسطس 2012  | طواف إينكو 2012                                         | الأول في تصنيف النقاط    |
| 19 أغسطس 2012  | طواف فاتينفول 2012                                      | الثالث في التصنيف العام  |
| 26 أغسطس 2012  | جي بي واست-فرنسا 2012                                   | السابع في التصنيف العام  |
| 17 فبراير 2013 | طواف الغارف 2013                                        | الأول في تصنيف النقاط    |
| 26 مايو 2013   | طواف إيطاليا 2013                                       | الثامن في تصنيف النقاط   |
| 18 أغسطس 2013  | طواف إينكو 2013                                         | الرابع في تصنيف النقاط   |
| 19 مارس 2015   | طواف نوبيلي 2015                                        | الفائز في التصنيف العام  |
| 31 مايو 2015   | طواف إيطاليا 2015                                       | الأول في تصنيف النقاط    |
| 01 يناير 2016  | طواف آسيا للدراجات 2016                                 |                          |
| 06 فبراير 2016 | طواف دبي 2016                                           |                          |
| 24 أبريل 2016  | طواف كرواتيا 2016                                       |                          |
| 29 مايو 2016   | طواف إيطاليا 2016                                       | الأول في تصنيف النقاط    |
| 09 يونيو 2016  | غروسر برايس ديس كانتونس أرجو 2016                       | الفائز في التصنيف العام  |
| 26 يونيو 2016  | سباق الطريق للرجال في بطولة إيطاليا لسباق الدراجات 2016 | الفائز في التصنيف العام  |
| 14 سبتمبر 2016 | كوبا بيرنوشي 2016                                       | الفائز في التصنيف العام  |
| 29 سبتمبر 2016 | غران بيمونتي 2016                                       | الفائز في التصنيف العام  |
| 26 أغسطس 2020  | سباق الطريق لنخبة الرجال في بطولة أوروبا 2020           | الفائز في التصنيف العام  |
| 14 فبراير 2021 | طواف ألميريا 2021                                       | الفائز في التصنيف العام  |
| 01 أغسطس 2021  | سيركويتو دي جيتكس 2021                                  | الفائز في التصنيف العام  |
| 04 يونيو 2022  | هيستسي بيجل 2022                                        |                          |
| 07 مايو 2023   | ترو-برو ليون 2023                                       | الفائز في التصنيف العام  |

## روابط خارجية
- جياكومو نيزولو على موقع الاتحاد الدولي للدراجات (الإنجليزية)
- جياكومو نيزولو على موقع أرشيف الدراجات (الإنجليزية)
- جياكومو نيزولو على موقع إحصائيات الدراجات الإحترافية (الإنجليزية)
- جياكومو نيزولو على موقع نسبة الدراجات (الإنجليزية)
- جياكومو نيزولو على موقع CycleBase (الإنجليزية)
- جياكومو نيزولو على موقع اللجنة الأولمبية الإيطالية (الإيطالية)